# Parafia św. Jana Kantego w Dobrowie
Parafia pw. św. Jana Kantego w Dobrowie – parafia należąca do dekanatu Białogard, diecezji koszalińsko-kołobrzeskiej, metropolii szczecińsko-kamieńskiej. Została utworzona 4 sierpnia 1989 roku. Siedziba parafii mieści się pod numerem 12.

## Obiekty sakralne

### Kościół parafialny
Kościół pw. św. Jana Kantego w Dobrowie – zbudowany na przełomie XVIII i XIX wieku, poświęcony w 1971 roku. 

### Kościoły filialne i kaplice
- Kościół pw. św. Jana Chrzciciela w Bukówku
- Kościół pw. Nawiedzenia Najświętszej Maryi Panny w Żytelkowie
- Kaplica w Zakładzie Karnym OZ w Dobrowie

## Proboszczowie
Źródło: :
- ks. Kazimierz Gierszewski (1988–1991)
- ks. Zenon Stefański (1991–2010)
- ks. Henryk Koska (2010–2011)
- ks. Józef Barańczuk (2011–2013)
- ks. Rafał Stasiejko (od 2013)